# 有刺鉄線

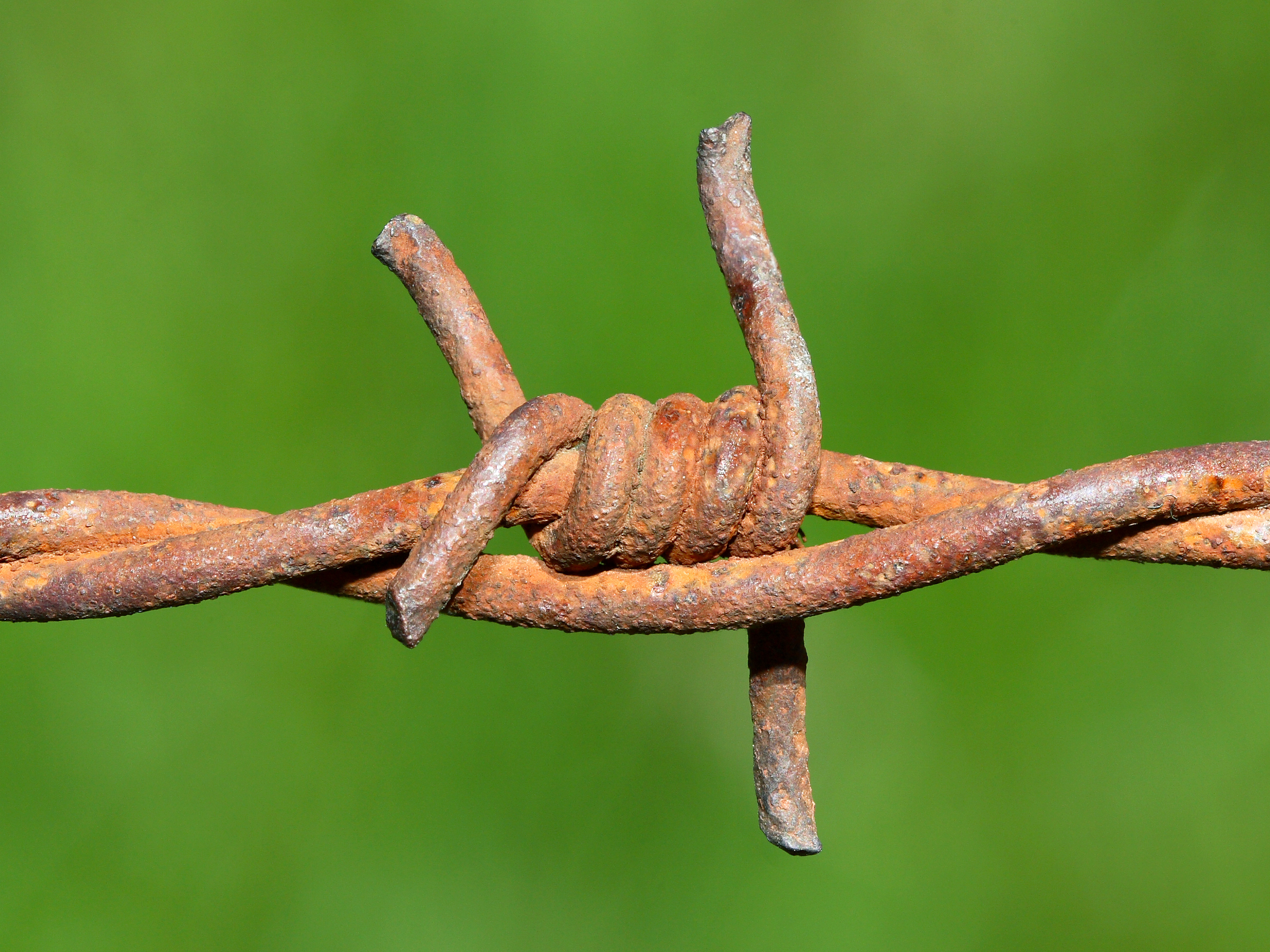
有刺鉄線のトゲ。

有刺鉄線（ゆうしてっせん, barbed wire）は、いくつもの刺（針）のついた鉄線のことである。主に鉄条網の材料として、敷地や物の保護を目的として、それらを囲うために用いられる。「バラ線」とも呼ばれる。

## 構造
頑丈な金属線（主に鉄線）に、斜めに削いで尖らせた短い鉄線を巻きつけ、尖った部分を出すようにし、それを数十cmごとに巻きつける事によって製造される。立ち入り禁止区域やプライベートな敷地に、無断で（不法に）人間や動物などが入ってこないように、敷地の柵に巻きつけるなどして使用する。中には電気を鉄線に通す事によって生き物が触れると感電するようにし、近づけないようにするものもある（電気柵）。
茨の刺に見立てて「バラ線（ばらせん）」とも呼ぶこともあるが、束をばらした電線とは異なる。他に「鬼針（おにはり）」「犬釘」「Barbed Wire（バーブド・ワイヤー）」とも呼ばれている。取り扱う場合は革手袋などの保護具の着用が推奨される。布製の軍手では編み目の間から針が通るため不適である。
第一次世界大戦中の資材不足の折に、刃状の鉄片を鉄線に取り付けたものや、帯鋼からテープと刃状の棘を組み合わせた形に切り抜かれたものも作られるようになった。

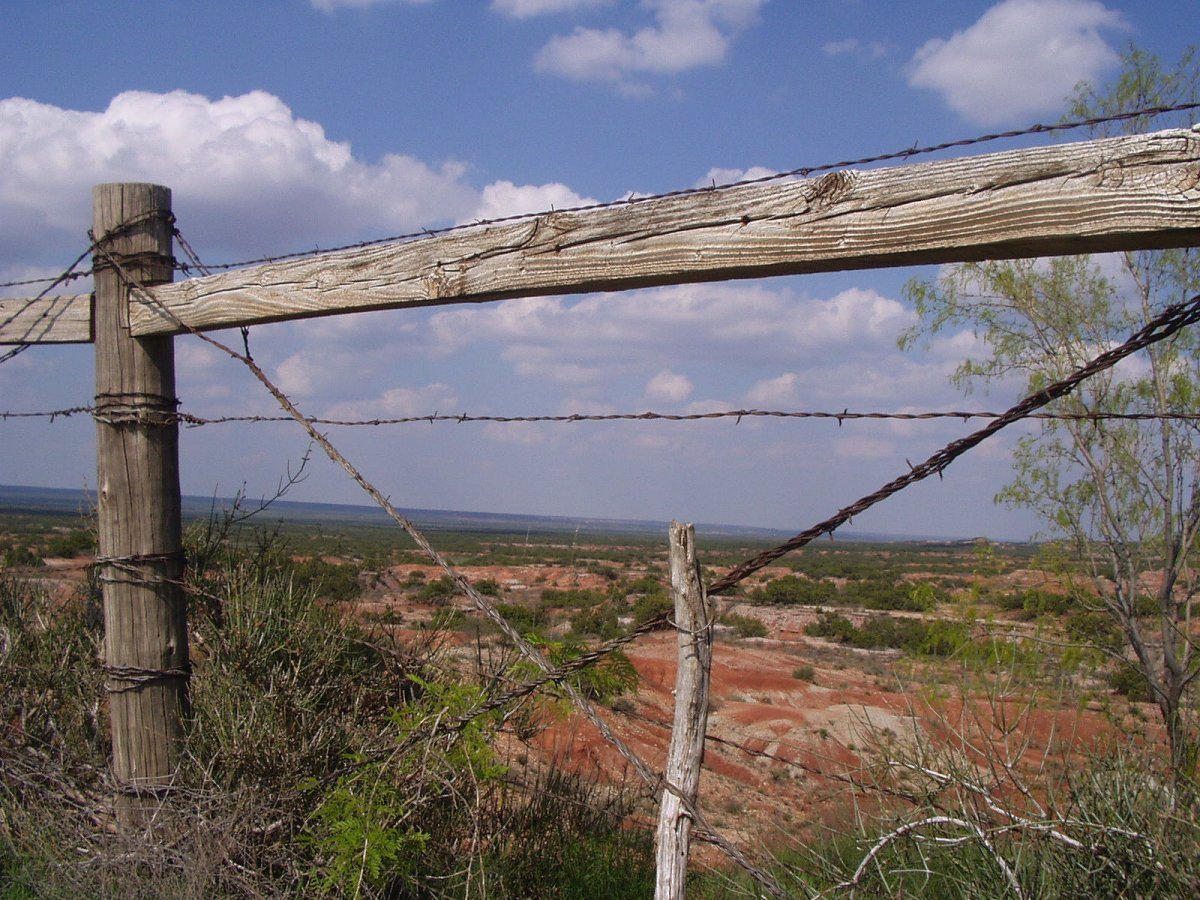
柵に設置された有刺鉄線。
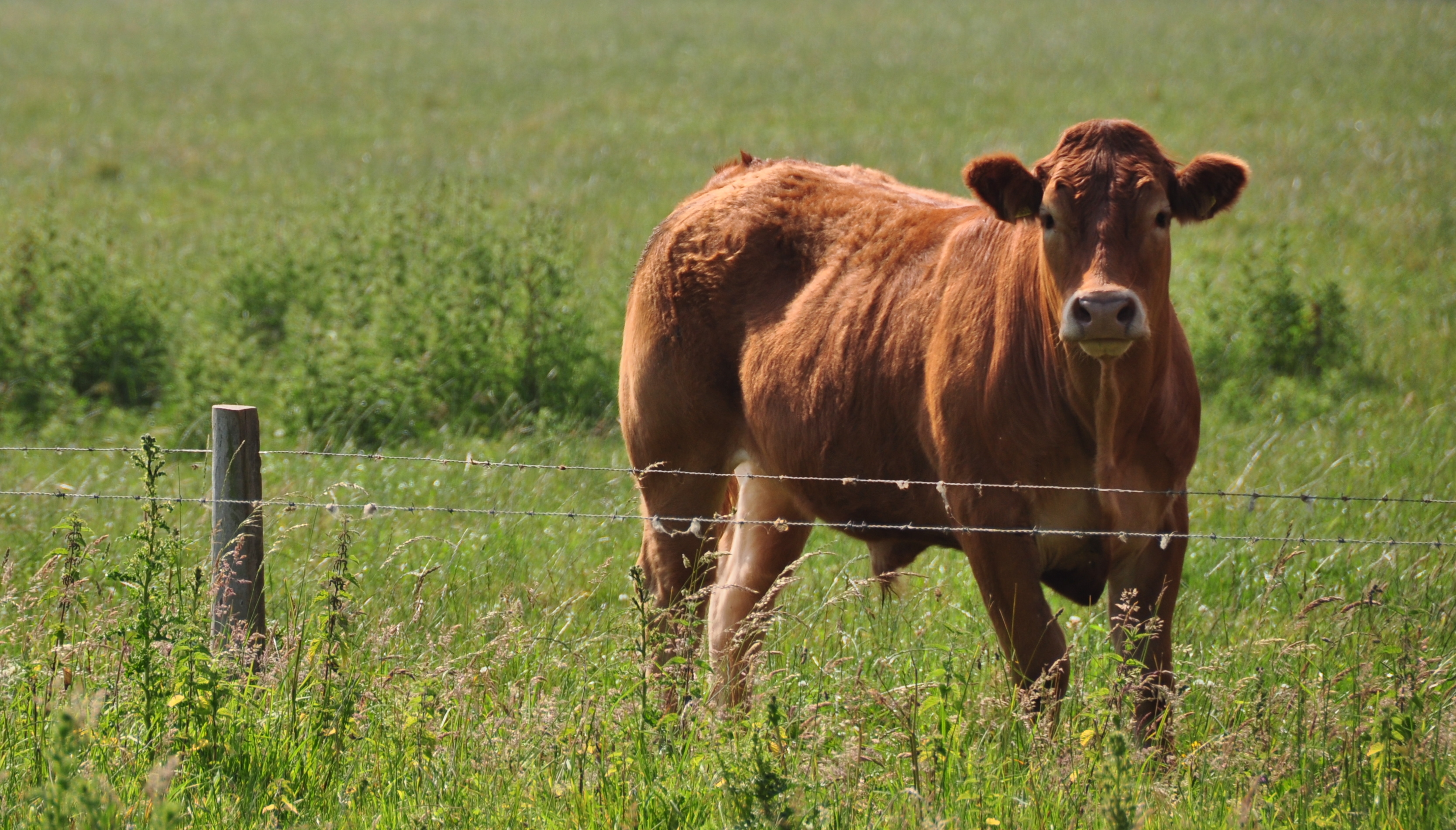
牛と有刺鉄線。
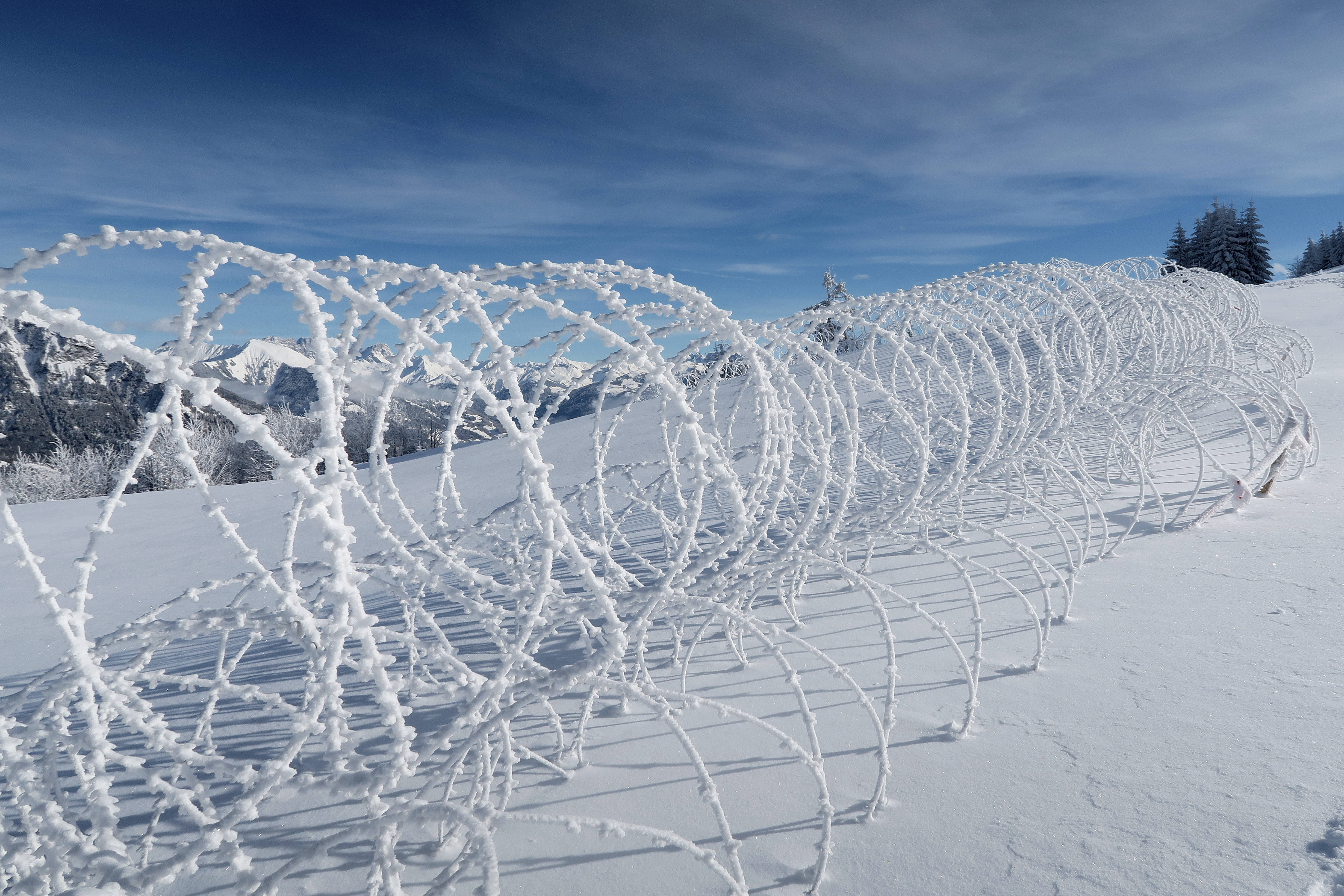
コイル状の鉄条網。
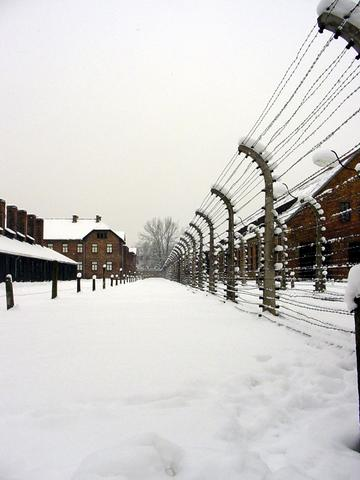
アウシュヴィッツ＝ビルケナウ強制収容所に設置された有刺鉄線。
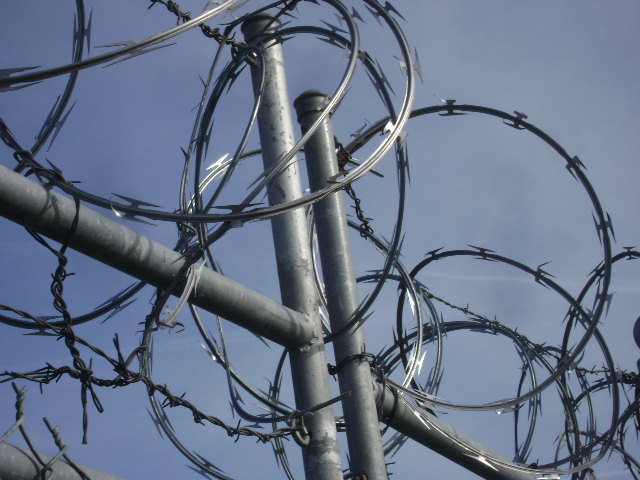
鉄片と鉄線を組み合わせたもの。バラ線形状の有刺鉄線も併用されている。
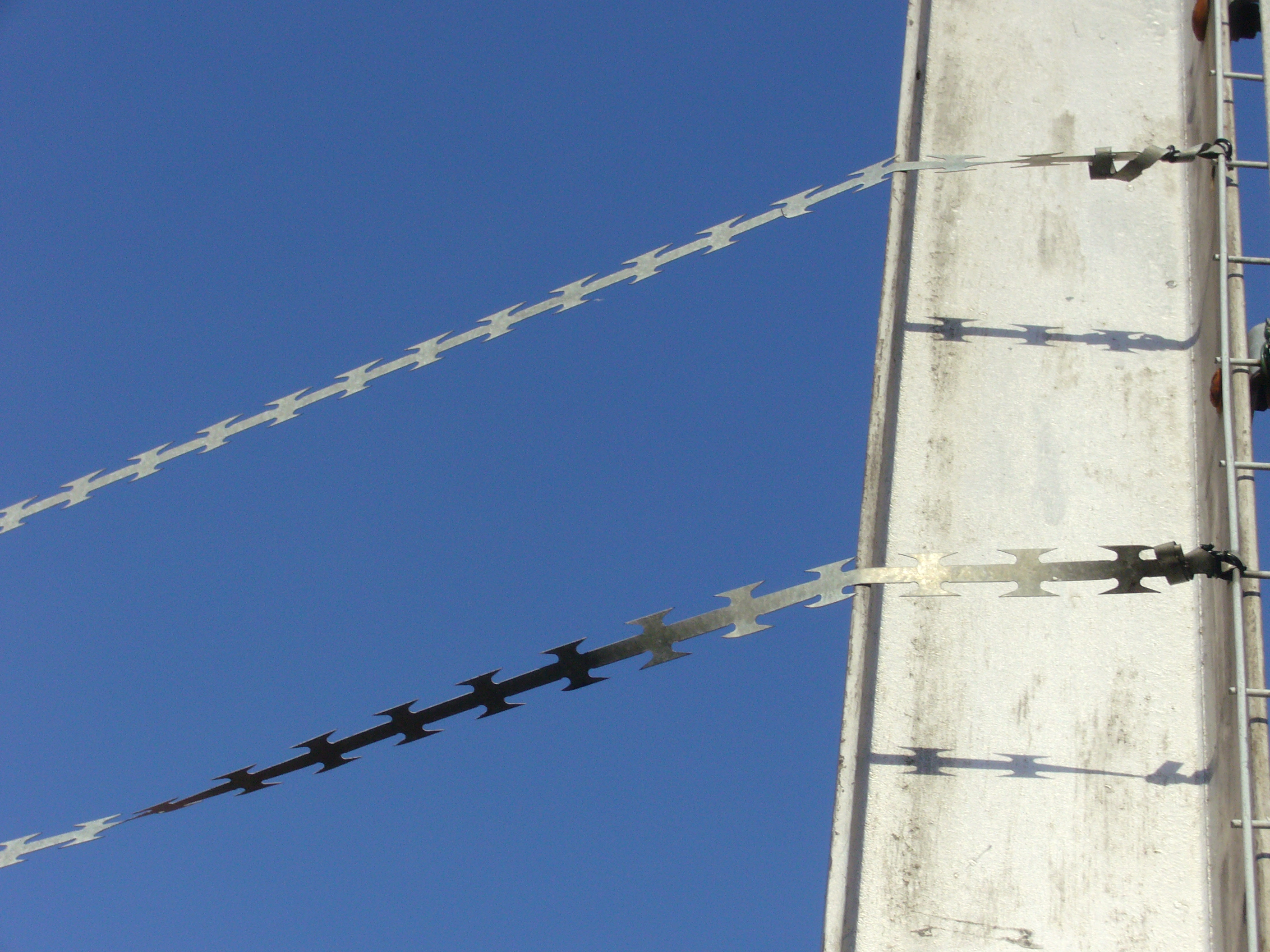
帯鋼から一体で切り抜かれたもの。

## 歴史
有刺鉄線は、1865年にフランスで最初に発明され、これを改良したものが1874年にアメリカ合衆国の発明家ジョセフ・グリッデンによって発明された。アメリカでは、牧場や農場の境界を示す柵に用いられたことから、西部開拓時代を語る上でのキーワードの一つとなっており、テキサス州マクレーンには、有刺鉄線の博物館「デビルス・ロープ・ミュージアム」が存在する。